# Sebastian Lönnborn
Sebastian Lönnborn (ur. 14 stycznia 1988) – szwedzki zapaśnik walczący w stylu klasycznym. Zajął siedemnaste miejsce na mistrzostwach Europy w 2013. Trzynasty na igrzyskach europejskich w 2015. Zdobył siedem medali na mistrzostwach nordyckich w latach 2008 - 2014 roku.